# Liste der Kreisstraßen im Landkreis Landsberg am Lech
Die Liste der Kreisstraßen im Landkreis Landsberg am Lech ist eine Auflistung der Kreisstraßen im bayerischen Landkreis Landsberg am Lech mit deren Verlauf.

## Abkürzungen
- A: Kreisstraße im Landkreis Augsburg
- AIC: Kreisstraße im Landkreis Aichach-Friedberg
- FFB: Kreisstraße im Landkreis Fürstenfeldbruck
- LL: Kreisstraße im Landkreis Landsberg am Lech
- OAL: Kreisstraße im Landkreis Ostallgäu
- St: Staatsstraße in Bayern
- WM: Kreisstraße im Landkreis Weilheim-Schongau

## Liste
Nicht vorhandene bzw. nicht nachgewiesene Kreisstraßen werden in Kursivdruck gekennzeichnet, ebenso Straßen und Straßenabschnitte, die unabhängig vom Grund (Herabstufung zu einer Gemeindestraße oder Höherstufung) keine Kreisstraßen mehr sind.
Der Straßenverlauf wird in der Regel von Nord nach Süd und von West nach Ost angegeben.
| Nr. LL | Verlauf |
| ------ | --- |
| LL 1   | (FFB 3 im Landkreis Fürstenfeldbruck) – Landkreisgrenze – Beuern – Greifenberg – LL 24 – /St 2055/St 2070                                                                                      |
| LL 2   | (A 22 im Landkreis Augsburg) – Landkreisgrenze – Obermeitingen – Hurlach – Unterigling – LL 22 – LL 9 – Erpfting – Ellighofen – Unterdießen – LL 19 – LL 16                                    |
| LL 3   | St 2346 – LL 23 – Entraching – Engenried – St 2056 |
| LL 4   | St 2346 in Schwifting – St 2057 – LL 15 in Ummendorf |
| LL 5   | St 2056 in Dettenhofen – Dettenschwang – St 2055 |
| LL 6   | – Mundraching – Stadl – LL 15 – St 2057 – LL 21 – Thaining – St 2056 – Hofstetten – LL 23 – Oberfinning – Unterfinning – St 2346 – LL 24 – LL 13 in Eresing                                    |
| LL 7   | (AIC 12 im Landkreis Aichach-Friedberg) – Landkreisgrenze – Prittriching – LL 11 – Scheuring – St 2027 – Beuerbach – Weil – St 2052 – Geretshausen – Schwabhausen – St 2054 – LL 13 in Eresing |
| LL 8   | – Epfach – LL 16 – Reichling – LL 15 – St 2057 |
| LL 9   | LL 2 – St 2054 |
| LL 10  | St 2056 – Landkreisgrenze – (WM 9 im Landkreis Weilheim-Schongau) |
| LL 11  | LL 7 in Prittriching – Egling an der Paar – St 2052 – Landkreisgrenze – (FFB 16 im Landkreis Fürstenfeldbruck)                                                                                 |
| LL 12  | St 2052 – Walleshausen – Kaltenberg – St 2054 in Dürnast |
| LL 13  | St 2054 – Geltendorf – Eresing – LL 7 – LL 6 – |
| LL 14  | (jetzt St 2027) (A 19 im Landkreis Augsburg) – Landkreisgrenze – Schwabstadl – LL 7 – Beuerbach – Adelshausen – St 2052 – Unfriedshausen – St 2054                                             |
| LL 15  | St 2057 in Landsberg am Lech – Ummendorf – LL 4 – Stoffen – Stadl – Pflugdorf – LL 6 – Vilgertshofen – Reichling – LL 8 – St 2055/St 2057 in Rott                                              |
| LL 16  | (OAL 18 im Landkreis Ostallgäu) – Landkreisgrenze – Unterdießen – LL 2 – LL 18 – Asch – St 2055 – Leeder – LL 20 – Denklingen – LL 17 – LL 8 in Epfach                                         |
| LL 17  | – Denklingen – LL 16 – Dienhausen – Dienhauser Weiher – Landkreisgrenze – (WM 3 im Landkreis Weilheim-Schongau)                                                                                |
| LL 18  | LL 16 – Unterdießen – LL 19 – |
| LL 19  | LL 2 in Unterdießen – LL 18 |
| LL 20  | (Landkreis Augsburg) – Landkreisgrenze – Obermeitingen Kolonie – – Hurlach Kolonie – Kaufering – LL 22 – in Landsberg am Lech                                                                  |
| LL 21  | LL 6 – Thaining – St 2056 (Obermühlhausen) |
| LL 22  | (OAL 20 im Landkreis Ostallgäu) – Landkreisgrenze – Oberigling – Unterigling – LL 2 – Kaufering – LL 20 – St 2052 in Epfenhausen                                                               |
| LL 23  | St 2057 – LL 6 – Hofstetten – Oberfinning – Entraching – LL 3 – St 2055 in Utting am Ammersee                                                                                                  |
| LL 24  | St 2054/St 2057 – Schöffelding – LL 6 – Windach – LL 13 – Neugreifenberg – LL 1 in Greifenberg                                                                                                 |

## Quelle
OpenStreetMap: Landkreis Landsberg am Lech – Landkreis Landsberg am Lech im OpenStreetMap-Wiki